# Peter Rodd
Pour les articles homonymes, voir Rodd.
Peter Murray Rennell Rodd, né le 16 avril 1904 à Marylebone et mort le 17 juillet 1968 à Malte, est un travailleur humanitaire et cinéaste britannique. 

## Biographie
Peter Rodd est le deuxième fils de Rennell Rodd, un diplomate et homme politique anobli en 1933 sous le nom de baron Rennell, et de Lilias Georgina Guthrie (1864-1951). Parmi ses frères et sœurs se trouvent Francis Rodd, 2e baron Rennell, Evelyn Emmet, baronne Emmet d'Amberley, Gloria Rodd (qui épousera le peintre Simon Elwes (en)) et Gustaf Rodd (qui se mariera à Yvonne Mary Marling, la plus jeune fille du diplomate Charles Murray Marling).
Il fait ses études au Wellington College et au Balliol College à Oxford. En 1927, Augustine Courtauld voyage avec Francis et Peter Rodd dans le massif de l'Aïr, au sud du Sahara. 
Peter Rodd ne suit aucune carrière spécifique et ses opinions sont changeantes ; ayant rejoint la British Union of Fascists en 1933, l'année suivante, il dénonce farouchement le mouvement. En 1938, il mène une action humanitaire à Perpignan en faveur des réfugiés de la guerre civile espagnole. Il est nommé dans les Welsh Guards en 1939 et sert en Afrique et en Italie et atteint le grade de lieutenant-colonel,. Après la guerre, il tente sans succès de devenir cinéaste mais son seul projet achevé, For Whom the Gate Tolls, tourné en Espagne, est un échec,. 

### Vie privée
En 1933, il épouse la romancière Nancy Mitford, fille de David Freeman-Mitford, 2e baron Redesdale. Ils divorcent en 1957.